# Síndrome de microduplicación 1q21.1
El síndrome de microduplicacion 1q21.1 consiste en que una parte del cromosoma 1p21.1 está duplicada. Esta condición es un tipo de trisomía cromosomática poco frecuente, y tiene una penetrancia incompleta y expresión variable.

## Signos y síntomas
Los síntomas suelen ser los siguientes
- Macrocefalia
- Retraso en el desarrollo
- Discapacidades mentales
- Trastornos tales como el autismo, la esquizofrenia, el déficit de atención y la hiperactividad
- Frente ancha
- Hipertelorismo
- Defectos cardíacos congénitos
- Estatura baja
- Escoliosis
- Pie equinovaro
- Estatura alta
- Displasia de cadera
- Ojos anchos
- Orejas bajas
- Estrabismo
- Glaucoma
- Reflujo gastroesofágico crónico

Las personas con este síndrome suelen tener una predisposición alta a desarrollar los siguientes síntomas:
- Quistes

- Venas hinchadas

- Síndrome del túnel carpiano (entumecimiento, hormigueo y debilidad en las manos y en los dedos)

## Causas
Esta afección es causada por una duplicación pequeña del material en la región q21.1 del cromosoma 1.

## Etiología
Esta condición es infrecuente: se considera afectadas por ella a 3 de cada 10.000 personas.
Por lo general, esta condición no es detectada, o no se sospecha que sea la causa de síntomas, pero se da en mayor proporción entre las personas con esquizofrenia o tetralogia de Fallot. Además, los síntomas de esta condición tienen una cantidad muy grande de causas (una de las cuales es obviamente la microduplicación del cromosoma 1q21.1).